# Берешть
Берешть, Берешті (рум. Berești) — місто у повіті Галац в Румунії.
Місто розташоване на відстані 231 км на північний схід від Бухареста, 75 км на північ від Галаца, 119 км на південь від Ясс.

## Населення
За даними перепису населення 2002 року у місті проживала 3601 особа.
Національний склад населення міста:
| Національність | Кількість осіб | Відсоток |
| -------------- | -------------- | -------- |
| румуни         | 3589           | 99,7%    |
| цигани         | 7              | 0,2%     |

Рідною мовою назвали:
| Мова      | Кількість осіб | Відсоток |
| --------- | -------------- | -------- |
| румунська | 3594           | 99,8%    |
| циганська | 7              | 0,2%     |

Склад населення міста за віросповіданням:
| Релігія     | Кількість осіб | Відсоток |
| ----------- | -------------- | -------- |
| православні | 3588           | 99,6%    |
| адвентисти  | 8              | 0,2%     |
| баптисти    | 1              | < 0,1%   |

## Зовнішні посилання
- Дані про місто Берешть на сайті Ghidul Primăriilor [Архівовано 15 травня 2012 у Wayback Machine.]